# 르네 앙투안 페르쇼 드 레오뮈르
르네 앙투안 페르쇼 드 레오뮈르(프랑스어: René Antoine Ferchault de Réaumur, 1683년 2월 28일 ~ 1757년 10월 17일)는 프랑스의 과학자이자 곤충학자, 작가이다. 열씨 온도 체계를 도입한 것으로 유명하다.

## 생애
라로셸의 명문가에서 태어나 파리에서 교육을 받았다. 푸아티에에 위치한 예수회 대학교에서 철학을 배웠고 1699년에는 부르주로 가서 생트샤펠 성당의 교회법사로 근무하던 삼촌으로부터 대륙법과 수학을 배웠다. 1703년에는 파리로 가서 수학과 물리학을 계속 공부했다. 1708년에 24세의 나이로 수학자인 피에르 바리뇽의 추천을 받아 프랑스 과학 아카데미의 회원으로 선출되었다. 이 시기 이후 거의 50년 동안 《아카데미 회고록》(Mémoires de l'Académie)에 레오뮈르의 논문이 적어도 한 편이 수록되지 않는 해는 거의 없었다.
그의 관심은 처음에 수학적 연구, 특히 기하학에 집중되었다. 1710년에는 프랑스에 새로운 제조업의 형성과 방치된 산업의 부흥을 가져온 주요 정부 프로젝트인 《예술과 직업의 묘사》(Descriptions des Arts et Métiers)의 편집장으로 임명되었다. 그는 철과 강철에 관한 발견에 관한 공로로 12,000 리브르의 연금을 받았다. 자신의 풍부한 개인 수입에 만족한 레오뮈르는 개선된 산업 공정에 대한 실험의 발전을 위해 그 돈을 과학 아카데미에 기부할 것을 요청했다. 1731년에는 기상학에 관심을 갖게 되었고 자신의 이름을 딴 온도 체계인 열씨를 발명했다. 1735년에는 가족에 관한 이유로 프랑스 왕실로부터 생루이 훈장을 수여받았다. 레오뮈르는 세심한 주의를 기울여 직무를 수행했지만 급여 지급을 거부했다. 레오뮈르는 자연사의 체계적인 연구에 큰 기쁨을 느꼈다. 레오뮈르의 친구들은 종종 레오뮈르를 "18세기의 플리니우스"라고 불렀다.
레오뮈르는 은퇴 생활을 좋아했는데 그가 말에서 심하게 넘어져 사망하게 되는 멘주 생쥘리앵뒤트루의 베르몽디에르성을 포함한 시골 저택에서 살았다. 레오뮈르는 138개의 포트폴리오를 채운 자신의 원고와 자연사 수집품을 프랑스 과학 아카데미에 기증했다.
레오뮈르의 과학 논문은 과학의 많은 분야를 다루고 있다. 1708년에 공개된 1번째 논문은 기하학의 일반적인 문제를 주제로 했고 1756년에 공개된 마지막 논문은 1756년에 새의 둥지 형태를 주제로 했다. 레오뮈르는 실험적으로 밧줄의 강도가 분리된 가닥의 강도의 합 이상이라는 사실을 증명했다. 그는 금이 함유된 프랑스의 강, 터키옥 광산, 숲, 화석이 매장된 지층을 조사하고 보고했다. 레오뮈르는 오늘날에도 여전히 사용되고 있는 주철(주석이 함유된 철)을 생산하는 방법을 고안하였으며, 또한 무쇠에서는 탄소의 양이 가장 많고 강철에서 덜하며 연철에서 가장 적은 양이라는 것을 정확하게 보여주면서 일반 철과 강철의 차이를 조사했다. 이 주제에 대한 그의 책인 1722년에 영어와 독일어로 번역되었다.
레오뮈르는 물의 녹는점을 0˚로 잡고, 관에서 둥근 부분과 0도로 표시된 위치까지 포함된 부피의 1/1000에 해당하는 눈금으로 온도를 매기는 원리로 만든 온도계로 유명하다. 이는 물의 끓는점을 108˚로 하는 특정한 알코올에 의존하는 방식(100 °C * 0.00108  К−1 / 0.001 °Ré−1)에 해당하는 것인데, 물의 녹는점과 끓는점 사이를 80개의 동등한 부분으로 매기고 있는 수은 온도계로 그의 이름을 따서 레오뮈르 온도계(열씨 온도)라고 불리는 것은 그의 디자인과 의도와 다른 것이다.
레오뮈르는 자연사에 대해 많은 글을 썼다. 처음에는 극피동물의 이동 체계를 설명했고 잃어버린 팔다리를 대체할 수 있는 추정 능력이 사실이라는 것을 보여주었다. 레오뮈르는 동물행동학의 창시자로 간주되어 왔다.
레오뮈르는 1710년에 거미가 비단을 만드는 데에 사용될 가능성에 대한 논문을 썼다. 이 논문은 청나라의 강희제가 그의 논문을 중국어로 번역하게 할 정도로 유명하였다. 나무 섬유로 종이를 만드는 말벌에 대한 그의 관찰은 일부 사람들로 하여금 종이 제조 기술의 이러한 변화를 레오뮈르의 공로로 돌리게 했다. 1세기가 지난 이후에야 목재 펄프가 종이 제조에 산업적인 규모로 이용되게 되었다.
레오뮈르는 곤충의 성장과 온도 사이의 관계를 연구했다. 레오뮈르는 또한 곤충 개체수의 증가율을 계산했고 기하급수적으로 달성할 수 있는 이론적 개체수가 실제 개체수의 관측치와 일치하지 않았기 때문에 자연적인 확인이 있어야 한다고 지적했다.
레오뮈르는 또한 식물학과 농업 문제를 연구했고 새와 알을 보존하기 위한 과정을 고안했다. 레오뮈르는 인공 부화 시스템을 정교하게 만들었고 육식성과 초식성 조류의 소화에 대한 중요한 관찰을 했다. 그의 가장 위대한 작품 가운데 하나는 267개의 판으로 구성된 6권의 책인 《곤충의 역사를 위한 회고록》(Mémoires pour servir à l'histoire des insectes, 1734-1742, 네덜란드 암스테르담)이다. 이 책은 딱정벌레를 제외한 세상에 알려진 모든 곤충의 모습, 습성, 지역성을 묘사하고 있으며 레오뮈르의 인내심과 정확한 관찰이 특징이다. 이 연구에서 언급된 다른 중요한 사실들 중에는 레오뮈르가 산호는 식물이 아니라 동물이라는 페소넬의 가설의 정확성을 증명할 수 있게 해준 실험들이 있다.
레오뮈르는 1738년 11월에 아래와 같은 공로로 영국 왕립학회 회원으로 선출되었다.
그의 이름은 '파리 왕립학회 회고록'에 출간된 흥미로운 몇편의 논문들, 그리고 특히 1722년 프랑스 파리에서 인쇄된 '연철을 강철로 바꾸는 기술' 및 '주철 연화의 기술'이라는 책과, 최근에 파리에서 출판된 '곤충의 역사에 관한 흥미로운 기억'이라는 제목의 프랑스어로 쓰여진 매우 학식 있고 유용한 책에 의해 식자들 사이에서 다년간 알려져 있으며, 이곳 왕립학회에 이러한 그의 3권의 책이 놓여있다.

1748년에는 스웨덴 왕립 과학 아카데미의 외국인 회원으로 선출되었다. 레오뮈르의 이름은 프랑스 파리의 레오뮈르역과 레오뮈르-세바스토폴 역, 르아브르의 레오뮈르 광장을 포함한 수많은 지명에서 기념의 대상으로 여겨지고 있다.

## 출판물 목록
- 《곤충의 역사를 위한 회고록 (Mémoires pour servir a l'histoire des insectes)》 (프랑스어) 1. Paris: Imprimerie Royale. 1734년.
- 《곤충의 역사를 위한 회고록 (Mémoires pour servir a l'histoire des insectes)》 (프랑스어) 2. Paris: Imprimerie Royale. 1736년.
- 《곤충의 역사를 위한 회고록 (Mémoires pour servir a l'histoire des insectes)》 (프랑스어) 3. Paris: Imprimerie Royale. 1737년.
- 《곤충의 역사를 위한 회고록 (Mémoires pour servir a l'histoire des insectes)》 (프랑스어) 4. Paris: Imprimerie Royale. 1738년.
- 《곤충의 역사를 위한 회고록 (Mémoires pour servir a l'histoire des insectes)》 (프랑스어) 5. Paris: Imprimerie Royale. 1740년.

## 참고 문헌
- 본 문서에는 현재 퍼블릭 도메인에 속한 브리태니커 백과사전 제11판의 내용을 기초로 작성된 내용이 포함되어 있습니다.